# ロジック (ラッパー)
ロジック（英: Logic、本名: サー・ロバート・ブライソン・ホール2世、1990年1月22日 - ）は、アメリカ合衆国のラッパー、ソングライター、レコードプロデューサー、Twitchストリーマー、作家。ラッパーとして6つのスタジオアルバムをリリースし、グラミー賞に2回ノミネートされている。
2010年にミックステープ『Young, Broke & Infamous』をリリースして音楽キャリアをスタートさせ、最初の2枚のアルバム『Under Pressure』（2014年）と『The Incredible True Story』（2015年）は、いずれも米ビルボード200でトップ5に入り、ゴールドディスクに認定された。2017年の3作目『Everybody』は全米1位を記録し、リードシングル「1-800-273-8255」は世界的なヒット曲となった。その後は4作目のアルバム『YSIV』（2018年）、5作目『Confessions of a Dangerous Mind』（2019年）をリリース。2020年の6作目『No Pressure』をリリースした後、ラッパーを引退した。
ロジックは作家として、『スーパーマーケット』（2019年）というタイトルの小説を発表した。2020年のラッパー引退後はストリーマーとして活動している。しかし2021年、新アルバムを出すと共に、音楽業界復帰を表明。

## ディスコグラフィ
スタジオ・アルバム
- Under Pressure (2014年)
- The Incredible True Story (2015年)
- Everybody (2017年)
- YSIV (2018年)
- Confessions of a Dangerous Mind (2019年)
- No Pressure (2020年)